# Kasimir1441/Diskografie
Diese Diskografie ist eine Übersicht über die musikalischen Werke des deutschen Rappers Kasimir1441. Seine erfolgreichste Veröffentlichung ist die Single Ohne Dich mit über 410.000 verkauften Einheiten.

## Alben

### Studioalben
| Jahr | Titel Musiklabel      | Höchstplatzierung, Gesamtwochen, AuszeichnungChartplatzierungen (Jahr, Titel, Musiklabel, Platzierungen, Wochen, Auszeichnungen, Anmerkungen) | Höchstplatzierung, Gesamtwochen, AuszeichnungChartplatzierungen (Jahr, Titel, Musiklabel, Platzierungen, Wochen, Auszeichnungen, Anmerkungen) | Höchstplatzierung, Gesamtwochen, AuszeichnungChartplatzierungen (Jahr, Titel, Musiklabel, Platzierungen, Wochen, Auszeichnungen, Anmerkungen) | Anmerkungen                         |
| Jahr | Titel Musiklabel      | DE | AT | CH | Anmerkungen                         |
| ---- | --------------------- | --- | --- | --- | ----------------------------------- |
| 2021 | Eya Chapter ONE (UMG) | DE5 (3 Wo.)DE | AT13 (1 Wo.)AT | CH61 (1 Wo.)CH | Erstveröffentlichung: 23. Juli 2021 |

### Kollaboalben
| Jahr | Titel Musiklabel             | Höchstplatzierung, Gesamtwochen, AuszeichnungChartplatzierungen (Jahr, Titel, Musiklabel, Platzierungen, Wochen, Auszeichnungen, Anmerkungen) | Höchstplatzierung, Gesamtwochen, AuszeichnungChartplatzierungen (Jahr, Titel, Musiklabel, Platzierungen, Wochen, Auszeichnungen, Anmerkungen) | Höchstplatzierung, Gesamtwochen, AuszeichnungChartplatzierungen (Jahr, Titel, Musiklabel, Platzierungen, Wochen, Auszeichnungen, Anmerkungen) | Anmerkungen                                        |
| Jahr | Titel Musiklabel             | DE | AT | CH | Anmerkungen                                        |
| ---- | ---------------------------- | --- | --- | --- | -------------------------------------------------- |
| 2020 | Rotzlöffel Chapter ONE (UMG) | DE42 (3 Wo.)DE | AT38 (2 Wo.)AT | CH97 (1 Wo.)CH | Erstveröffentlichung: 8. Oktober 2020 mit Chapo102 |

### EPs
| Jahr | Titel Musiklabel       | Höchstplatzierung, Gesamtwochen, AuszeichnungChartplatzierungen (Jahr, Titel, Musiklabel, Platzierungen, Wochen, Auszeichnungen, Anmerkungen) | Höchstplatzierung, Gesamtwochen, AuszeichnungChartplatzierungen (Jahr, Titel, Musiklabel, Platzierungen, Wochen, Auszeichnungen, Anmerkungen) | Höchstplatzierung, Gesamtwochen, AuszeichnungChartplatzierungen (Jahr, Titel, Musiklabel, Platzierungen, Wochen, Auszeichnungen, Anmerkungen) | Anmerkungen                         |
| Jahr | Titel Musiklabel       | DE | AT | CH | Anmerkungen                         |
| ---- | ---------------------- | --- | --- | --- | ----------------------------------- |
| 2020 | Kickdown Eigenvertrieb | DE59 (1 Wo.)DE | — | — | Erstveröffentlichung: 11. Juni 2020 |

## Singles

### Als Leadmusiker
| Jahr | Titel Album           | Höchstplatzierung, Gesamtwochen, AuszeichnungChartplatzierungen (Jahr, Titel, Album, Platzierungen, Wochen, Auszeichnungen, Anmerkungen) | Höchstplatzierung, Gesamtwochen, AuszeichnungChartplatzierungen (Jahr, Titel, Album, Platzierungen, Wochen, Auszeichnungen, Anmerkungen) | Höchstplatzierung, Gesamtwochen, AuszeichnungChartplatzierungen (Jahr, Titel, Album, Platzierungen, Wochen, Auszeichnungen, Anmerkungen) | Anmerkungen                                                                             |
| Jahr | Titel Album           | DE | AT | CH | Anmerkungen                                                                             |
| --- | --------------------- | --- | --- | --- | --------------------------------------------------------------------------------------- |
| 2019 | Johnny Walker –       | — | — | — | Erstveröffentlichung: 31. Mai 2019                                                      |
| 2019 | Dreihundert –         | — | — | — | Erstveröffentlichung: 4. Juli 2019                                                      |
| 2019 | Doppel K –            | — | — | — | Erstveröffentlichung: 17. Oktober 2019 mit Yin Kalle                                    |
| 2019 | Rodeo –               | — | — | — | Erstveröffentlichung: 7. November 2019                                                  |
| 2019 | 1441 / T-Shirt –      | — | — | — | Erstveröffentlichung: 5. Dezember 2019                                                  |
| 2020 | KK –                  | DE90 (2 Wo.)DE | AT— GoldAT | — | Erstveröffentlichung: 20. Februar 2020 Verkäufe: + 15.000                               |
| 2020 | Tek Tek Kickdown EP   | — | — | — | Erstveröffentlichung: 9. April 2020                                                     |
| 2020 | Kickdown Kickdown EP  | DE100 (1 Wo.)DE | — | — | Erstveröffentlichung: 21. Mai 2020                                                      |
| 2020 | Dicke Bahn Rotzlöffel | DE71 (1 Wo.)DE | — | — | Erstveröffentlichung: 20. August 2020 mit Chapo102 feat. Stacks102                      |
| 2020 | Parkbank Rotzlöffel   | DE37 (3 Wo.)DE | — | — | Erstveröffentlichung: 10. September 2020 mit Chapo102                                   |
| 2020 | Rotzlöffel            | DE91 (1 Wo.)DE | — | — | Erstveröffentlichung: 24. September 2020 mit Chapo102                                   |
| 2020 | Wo ist Kasimir Eya    | — | — | — | Erstveröffentlichung: 17. Dezember 2020 feat. Wildbwoys                                 |
| 2020 | 1,50 Eya              | DE79 (1 Wo.)DE | — | — | Erstveröffentlichung: 24. Dezember 2020 feat. Chapo102                                  |
| 2021 | Ohne Dich Eya         | DE1 Platin · (28 Wo.)DE | AT1 Gold · (24 Wo.)AT | CH6 (11 Wo.)CH | Erstveröffentlichung: 14. Januar 2021 Verkäufe: + 415.000; feat. Badmómzjay & Wildbwoys |
| 2021 | Wein für mich Eya     | DE14 (5 Wo.)DE | — | — | Erstveröffentlichung: 18. März 2021 feat. Wildbwoys                                     |
| 2021 | FDK Eya               | — | — | — | Erstveröffentlichung: 22. April 2021 feat. Wildbwoys                                    |
| 2021 | Spiel ein Spiel Eya   | DE48 (1 Wo.)DE | — | — | Erstveröffentlichung: 6. Mai 2021                                                       |
| 2021 | Tattergreis Eya       | DE98 (1 Wo.)DE | — | — | Erstveröffentlichung: 27. Mai 2021 feat. Soho Bani                                      |
| 2021 | Riba Eya              | DE— aDE | — | — | Erstveröffentlichung: 24. Juni 2021 feat. Diloman & Wildbwoys                           |
| 2021 | Uninteressant Eya     | DE— bDE | — | — | Erstveröffentlichung: 15. Juli 2021 feat. Kool Savas & Wildbwoys                        |
| 2022 | Ein Geschenk –        | — | — | — | Erstveröffentlichung: 27. Oktober 2022                                                  |
| Folgende Lieder erschienen nicht als Single, wurden aber durch das Album zum Download und Streaming bereitgestellt und konnten somit eine Platzierung erlangen: |                       | | | |                                                                                         |
| |                       | | | |                                                                                         |
| 2020 | Hentai Kickdown EP    | DE41 (1 Wo.)DE | — | — | Charteinstieg: 19. Juni 2020 feat. Pashanim                                             |
| 2020 | Wach Rotzlöffel       | DE51 (2 Wo.)DE | — | — | Charteinstieg: 16. Oktober 2020 mit Chapo102                                            |

### Als Gastmusiker
| Jahr | Titel Album                | Höchstplatzierung, Gesamtwochen, AuszeichnungChartplatzierungen (Jahr, Titel, Album, Platzierungen, Wochen, Auszeichnungen, Anmerkungen) | Höchstplatzierung, Gesamtwochen, AuszeichnungChartplatzierungen (Jahr, Titel, Album, Platzierungen, Wochen, Auszeichnungen, Anmerkungen) | Höchstplatzierung, Gesamtwochen, AuszeichnungChartplatzierungen (Jahr, Titel, Album, Platzierungen, Wochen, Auszeichnungen, Anmerkungen) | Anmerkungen                                                                                      |
| Jahr | Titel Album                | DE | AT | CH | Anmerkungen                                                                                      |
| ---- | -------------------------- | --- | --- | --- | ------------------------------------------------------------------------------------------------ |
| 2020 | Jeden Tag Bis es klappt    | — | — | — | Erstveröffentlichung: 19. März 2020 Diloman feat. Kasimir1441                                    |
| 2020 | Bum Bum –                  | — | — | — | Erstveröffentlichung: 17. September 2020 Diloman feat. Kasimir1441                               |
| 2020 | Zapzarap Der erste Bulgare | — | — | — | Erstveröffentlichung: 12. November 2020 Mufasa069 feat. Kasimir1441                              |
| 2020 | Ocean’s Eleven –           | — | — | — | Erstveröffentlichung: 20. November 2020 Shqiptar feat. Kasimir1441                               |
| 2020 | Zurück zu dir –            | DE— cDE | — | — | Erstveröffentlichung: 27. November 2020 Inoffiziell.Goldenboy feat. Kasimir1441, Monk & Chapo102 |
| 2021 | Harbi Ali                  | DE— dDE | — | — | Erstveröffentlichung: 14. Mai 2021 Ali471 feat. Kasimir1441 & Diloman                            |
| 2021 | An Freitagen –             | DE— eDE | — | — | Erstveröffentlichung: 12. August 2021 Airon feat. Kasimir1441                                    |
| 2021 | Dilo is bek 8              | — | — | — | Erstveröffentlichung: 2. September 2021 Diloman feat. Kasimir1441                                |
| 2021 | Nachts wach –              | — | — | — | Erstveröffentlichung: 1. Oktober 2021 AP feat. Kasimir1441                                       |
| 2022 | Safve 8                    | — | — | — | Erstveröffentlichung: 20. Januar 2022 Diloman feat. Kasimir1441                                  |
| 2022 | Kein Problem –             | DE— fDE | — | — | Erstveröffentlichung: 1. Juli 2022 feat. Wildbwoys                                               |

## Musikvideos
| Jahr | Titel           | Regie                                     |
| ---- | --------------- | ----------------------------------------- |
| 2019 | Johnny Walker   | le’Brown                                  |
| 2019 | Dreihundert     | le’Brown                                  |
| 2019 | Rodeo           | le’Brown                                  |
| 2019 | 1441 / T-Shirt  |                                           |
| 2020 | KK              | Saymyname. (Basti Mowka und Oliver Mowka) |
| 2020 | Jeden Tag       | le’Brown                                  |
| 2020 | Tek Tek         | rb_030                                    |
| 2020 | Kickdown        | Diloman, Max Elyx                         |
| 2020 | Fixxer          | le’Brown                                  |
| 2020 | Dicke Bahn      | le’Brown, Diloman                         |
| 2020 | Parkbank        | Diloman, Görkem Savsa                     |
| 2020 | Bum Bum         | Edin Dzinic, Daniel Zlotin                |
| 2020 | Rotzlöffel      | le’Brown, Diloman                         |
| 2020 | Zeit ist Geld   | Silkrock                                  |
| 2020 | Zapzarap        | Hakeem Rezha, Farhan Sonan, Imran Sonan   |
| 2020 | Ocean’s Eleven  | le’Brown, Diloman                         |
| 2020 | Zurück zu dir   | Leon Knauer                               |
| 2020 | Wo ist Kasimir  | le’Brown, Vito, Vonsi                     |
| 2020 | 1,50            | le’Brown, Mehmet_smk                      |
| 2021 | Ohne Dich       | Silkrock                                  |
| 2021 | Wein für mich   | Daniel Sluga, Daniel Zlotin               |
| 2021 | FDK             | le’Brown                                  |
| 2021 | Harbi           | Luka Katic                                |
| 2021 | Spiel ein Spiel | Kasimir1441                               |
| 2021 | Tattergreis     | le’Brown, Vito, Vonsi                     |
| 2021 | Riba            | Daniel Sluga                              |
| 2021 | Uninteressant   | Max Elyx                                  |
| 2021 | Melodie         | le’Brown, Oljev                           |
| 2021 | An Freitagen    | Weshadi                                   |
| 2021 | Dilo is bek     | Diloman, Max Elyx                         |
| 2021 | Nachts wach     | Le’Brown                                  |
| 2022 | Safve           | Beste Video                               |
| 2022 | Kein Problem    | Max Elyx, Daniel Sluga                    |

## Sonderveröffentlichungen
| Jahr | Titel Album                      | Anmerkungen                                                                                      |
| ---- | -------------------------------- | ------------------------------------------------------------------------------------------------ |
| 2020 | Zapzarap Der erste Bulgare       | Erstveröffentlichung: 9. April 2020 Mufasa069 feat. Kasimir1441                                  |
| 2020 | Jeden Tag Bis es klappt          | Erstveröffentlichung: 17. April 2020 Diloman feat. Kasimir1441                                   |
| 2020 | Bum Bum –                        | Erstveröffentlichung: 17. September 2020 Diloman feat. Kasimir1441                               |
| 2020 | Ocean’s Eleven –                 | Erstveröffentlichung: 20. November 2020 Shqiptar feat. Kasimir1441                               |
| 2020 | Zurück zu dir –                  | Erstveröffentlichung: 27. November 2020 Inoffiziell.Goldenboy feat. Kasimir1441, Monk & Chapo102 |
| 2021 | Harbi Ali                        | Erstveröffentlichung: 21. Mai 2021 Ali471 feat. Kasimir1441 & Diloman                            |
| 2021 | An Freitagen –                   | Erstveröffentlichung: 12. August 2021 Airon feat. Kasimir1441                                    |
| 2022 | Batzzz Mon€¥ 8                   | Erstveröffentlichung: 3. März 2022 Diloman feat. Chapo102, Monk, Kasimir1441 & Longus Mongus     |
| 2022 | Dilo is bek 8                    | Erstveröffentlichung: 3. März 2022 Diloman feat. Kasimir1441                                     |
| 2022 | Safve 8                          | Erstveröffentlichung: 3. März 2022 Diloman feat. Kasimir1441                                     |
| 2022 | Was ich will Love.Life.Backstage | Erstveröffentlichung: 11. März 2022 Big Pat & BHZ feat. Kasimir1441                              |

## Statistik

### Chartauswertung
|                     | DE    | AT    | CH    |
| ------------------- | ----- | ----- | ----- |
| Nummer-eins-Alben   | DE—DE | AT—AT | CH—CH |
| Top-10-Alben        | DE1DE | AT—AT | CH—CH |
| Alben in den Charts | DE3DE | AT2AT | CH2CH |

|                       | DE     | AT    | CH    |
| --------------------- | ------ | ----- | ----- |
| Nummer-eins-Singles   | DE1DE  | AT1AT | CH—CH |
| Top-10-Singles        | DE1DE  | AT1AT | CH1CH |
| Singles in den Charts | DE12DE | AT1AT | CH1CH |

### Auszeichnungen für Musikverkäufe
Anmerkung: Auszeichnungen in Ländern aus den Charttabellen bzw. Chartboxen sind in ebendiesen zu finden.
| Land/RegionAuszeichnungen für Musikverkäufe (Land/Region, Auszeichnungen, Verkäufe, Quellen) | Gold     | Platin  | Verkäufe | Quellen           |
| -------------------------------------------------------------------------------------------- | -------- | ------- | -------- | ----------------- |
| Deutschland (BVMI)                                                                           | —        | Platin1 | 400.000  | musikindustrie.de |
| Österreich (IFPI)                                                                            | 2× Gold2 | —       | 30.000   | ifpi.at           |
| Insgesamt                                                                                    | 2× Gold2 | Platin1 |          |                   |